# Kurt Rosenfeld
Kurt Rosenfeld (Marienwerder, 1º febbraio 1877 – New York, 25 settembre 1943) è stato un politico e avvocato tedesco.

## Biografia

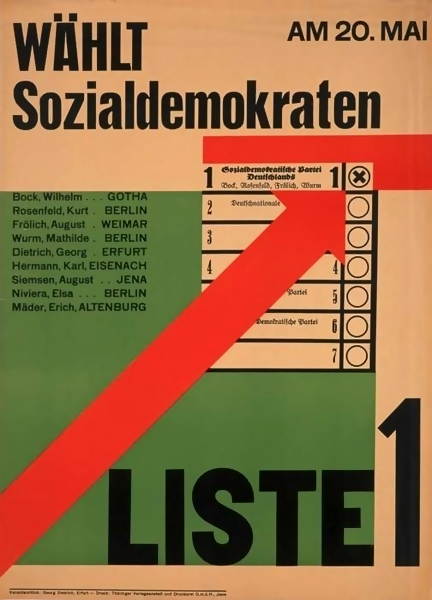
Manifesto elettorale dell'SPD per le elezioni federali del 1928. Kurt Rosenfeld è il secondo candidato elencato.

Rosenfeld nacque in una famiglia ebrea nella provincia della Prussia Occidentale. Dal 1896 al 1899 studiò diritto ed economia nelle università di Friburgo in Brisgovia (insieme a Max Weber, tra gli altri) e di Berlino. Mentre completava con successo gli studi con un dottorato in diritto, si iscrisse al Partito Socialdemocratico di Germania (SPD). Nel 1905 si stabilì come avvocato a Berlino, dove prestò servizio come consigliere comunale socialdemocratico dal 1910 al 1920 e rappresentò, tra gli altri, Rosa Luxemburg, Kurt Eisner e Georg Ledebour nei processi politici. Nelle elezioni imperiali del 1912, si candidò nel collegio elettorale del Reichstag del Principato di Schwarzburg-Sondershausen, ma fu sconfitto dal detentore del mandato Felix Bärwinkel al ballottaggio.
Dal 1914 al 1918 Rosenfeld prese parte alla prima guerra mondiale; come avversario della politica di tregua socialdemocratica, nel 1917 fu uno dei cofondatori del Partito Socialdemocratico Indipendente di Germania (USPD). Dopo la Rivoluzione di novembre, Rosenfeld prestò servizio brevemente come ministro della giustizia dello Stato libero di Prussia dal novembre 1918 al gennaio 1919. Nel 1919 fu eletto all'Assemblea costituzionale prussiana e nel 1920 al Reichstag, di cui fu deputato fino al 1932. Fu membro dell'Assemblea nazionale di Weimar in sostituzione del defunto deputato Emanuel Wurm dal 3 maggio 1920 fino al suo scioglimento il 21 maggio 1920.
Nel 1922 Rosenfeld, insieme a Theodor Liebknecht e Georg Ledebour, fu uno dei più noti oppositori della fusione dell'USPD con l'SPD, ma a differenza di Liebknecht e Ledebour, Rosenfeld si riunì ai socialdemocratici. Nel gruppo parlamentare socialdemocratico al Reichstag, Rosenfeld fu uno dei massimi esponenti della sinistra del partito, insieme a Paul Levi e Max Seydewitz. Dal 1927 lavorò a Klassenkampf, giornale teorico della sinistra marxista dell'SPD. Come avvocato, Rosenfeld difese tra gli altri il direttore della rivista Die Weltbühne Carl von Ossietzky, processato nel 1931 per un'inchiesta sulla creazione segreta di una forza aerea da parte della Reichswehr.

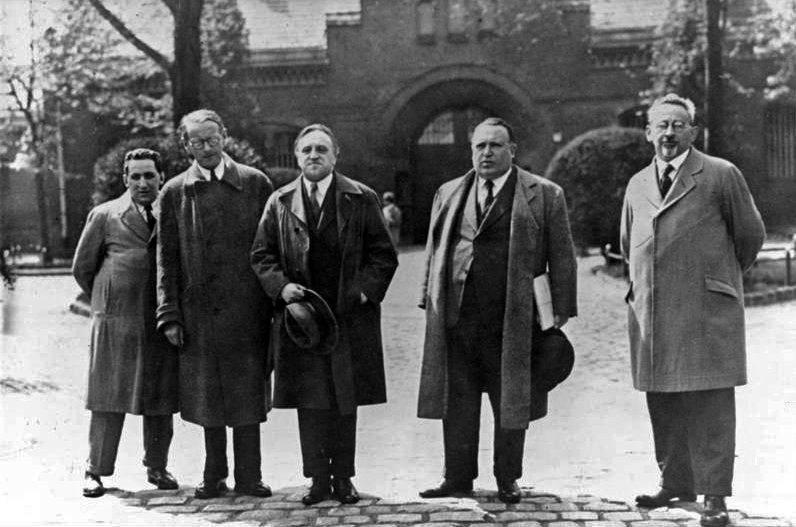
Rosenfeld (primo da destra) insieme a Carl von Ossietzky (al centro), prima che quest'ultimo venisse recluso nella prigione di Tegel, Berlino, 10 maggio 1932

Nel settembre 1931, Rosenfeld fu espulso dall'SPD a causa della violazione della disciplina del gruppo parlamentare in una votazione al Reichstag, cosicché insieme a Seydewitz fondò il Partito Socialista dei Lavoratori di Germania (SAPD), di cui fu copresidente fino al 1933. A seguito della presa del potere dei nazisti, nella primavera del 1933 Rosenfeld si dimise dal SAPD e sollecitò i membri ad aderire al Partito Comunista di Germania (KPD). Dopo l'incendio del Reichstag emigrò in Francia, dove fondò a Parigi l'agenzia di stampa antifascista Agence Impress. In seguito si trasferì negli Stati Uniti, dove diresse la rivista The German-American insieme a Gerhart Eisler, fu presidente della German American Emergency Conference e fu molto attivo nel promuovere l'unità dei tutti gli avversari tedeschi e tedescofoni di Hitler nel continente americano. Dal 1943 fu membro del Presidium onorario del Comitato latinoamericano dei tedeschi liberi. Inoltre, continuò a lavorare come avvocato in esilio.
Il 29 marzo 1934, la gazzetta ufficiale tedesca (Deutsche Reichsanzeiger) pubblicò la seconda lista di denaturalizzazione del Reich tedesco, attraverso la quale fu privato della cittadinanza tedesca.